# Saint-Cergue
Saint-Cergue és un municipi del cantó suís del Vaud, situat al districte de Nyon.